# Andranik Eskandarian
Andranik Eskandarian (Teerão, 31 de dezembro de 1951) é um ex-futebolista iraniano de etnia arménia.
Descendente de uma família arménia jogou como defesa em vários clubes iranianos e mais tarde no  New York Cosmos , nos Estados Unidos da América. Após a revolução islâmica de 1979, mudou-se para os Estados Unidos da América jogou no New York Cosmos, até à extinção deste em 1984. Jogou depois no New York Express até 1989. Entre 1989 e 1990 jogou no New Jersey Eagles da American Soccer League, tendo aí terminado a carreira como futebolista.

## Clubes
- 1970-1972 F.C. Ararat Tehran
- 1972-1979 Taj
- 1979-1984 New York Cosmos
- 1985-1989 New York Express
- 1989-1990 New Jersey Eagles

## Carreira internacional
Eskandarian foi internacional pela Seleção Iraniana de Futebol e foi convocado para participar na Copa do Mundo de 1978, que teve lugar na Argentina. Após a revolução iraniana, partiu para os Estados Unidos da América, tendo jogado em vários clubes desse país até terminar a sua carreira como profissional.